# Jeff Green
Jeffrey Lynn "Jeff" Green (Cheverly, Maryland; 28 de agosto de 1986) es un jugador de baloncesto estadounidense que pertenece a la plantilla de los Houston Rockets de la NBA. Mide 2,03 metros de altura, y juega en la posición de alero o ala-pívot.

## Trayectoria deportiva

### Universidad
Entre 2004 y 2007 jugó con los Hoyas de la Universidad de Georgetown, donde se mostró como un alero polivalente, al que no le temblaba la mano cuando había que jugarse un balón decisivo. Varios partidos fueron ganados por su equipo de esa manera. Su mejor actuación fue ante la Universidad de Duke, ante los que consiguió 30 puntos, 12 rebotes y 3 asistencias, en marzo de 2007.
Fue elegido Rookie del Año de la Big East Conference en 2005, y en su última temporada Jugador del Año de la conferencia. Promedió en total 14,3 puntos, 6,4 rebotes y 3,2 asistencias por partido.

### Profesional

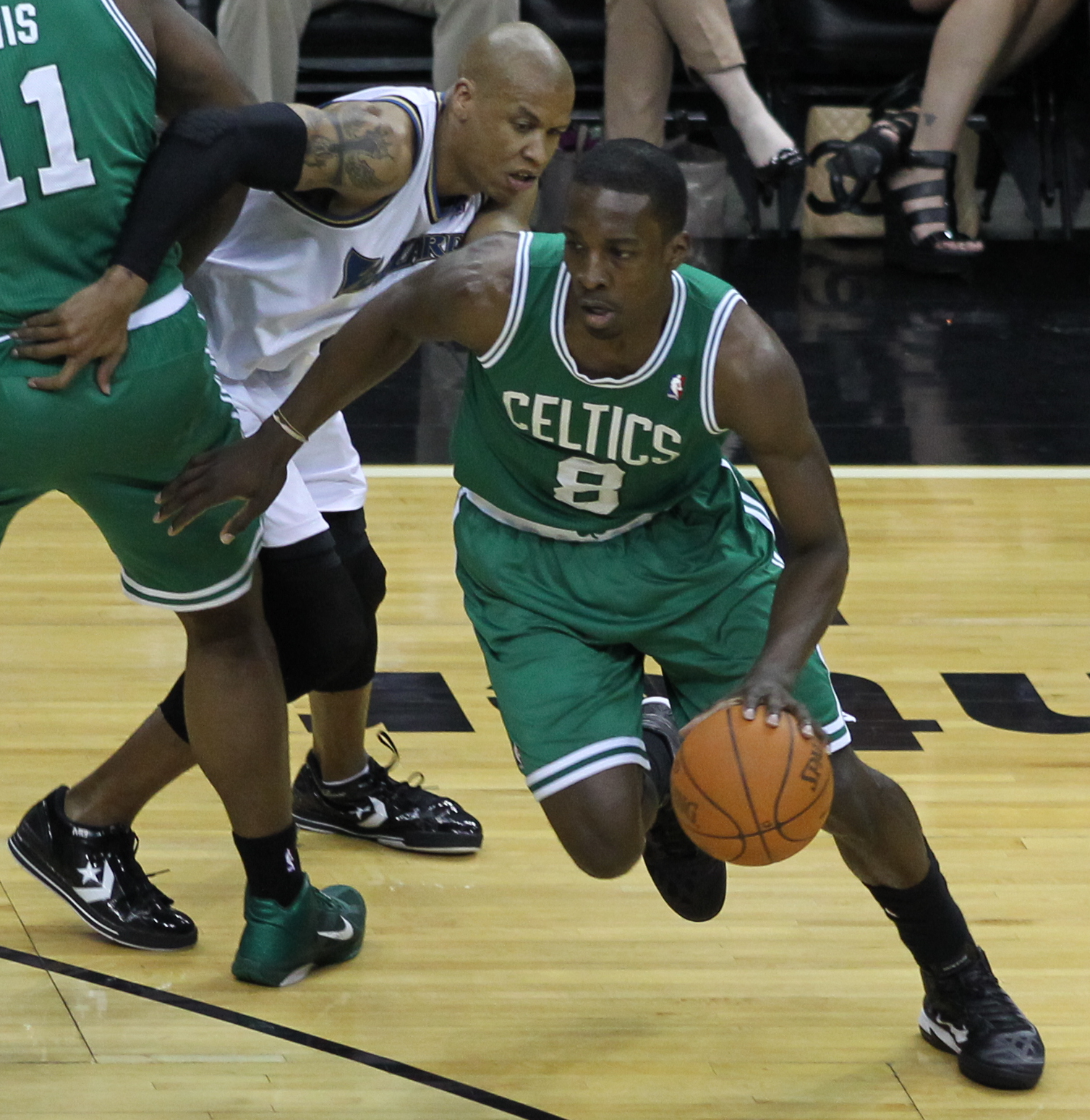
Green con los Celtics en 2011.

Fue elegido en el Draft de la NBA de 2007 en la quinta posición de la primera ronda por Boston Celtics, pero se vio envuelto en un traspaso múltiple entre Boston y Seattle Supersonics, que enviaba al veterano escolta Ray Allen y a la 4ª elección de la segunda ronda del Draft a los Celtics, a cambio de Wally Szczerbiak, Delonte West, la 5º elección del Draft (Green) y una futura elección en segunda ronda. Al finalizar la temporada fue incluido en el mejor quinteto de rookies de la NBA, tras promediar 10,5 puntos y 4,9 rebotes por partido.
Durante su cuarta temporada con los Thunder, en febrero de 2011 es traspasado a Boston Celtics a cambio de Nate Robinson y Kendrick Perkins.
El 10 de diciembre de 2011, al término del lockout de la NBA, Green renueva con los Celtics. Pero la semana siguiente, su contrato fue descartado por los Celtics después de que un examen físico rutinario detectara un aneurisma en la aorta. Posteriormente fue intervenido, en una operación a corazón abierto en enero de 2012 y se perdió toda la temporada 2011-12. Su excompañero en los Thunder Kevin Durant le dedicó la temporada. Green aprovechó su tiempo de inactividad no solo para rehabilitarse de la operación, sino para completar sus estudios en Georgetown, donde se graduó en mayo de 2012 con una licenciatura en inglés y una especialización en teología.
El 22 de agosto de 2012, acuerda una extensión con los Celtics por 4 años y $36 millones. El 18 de marzo de 2013, ante Miami Heat, registra la máxima anotación de su carrera con 43 puntos.
La temporada 2013-14 disputó los 82 partidos como titular, y fue la mejor de su carrera al promediar 16,9 puntos por partido.
En enero de 2015 es traspasado junto a Russ Smith a los Memphis Grizzlies en un traspaso a 3 bandas.
El 18 de febrero de 2016 fue traspasado a Los Angeles Clippers a cambio de Lance Stephenson y una futura selección de primera ronda.
El 7 de julio de 2016 firmó con Orlando Magic.
El 11 de julio de 2017, Green firma con los Cleveland Cavaliers. El 27 de mayo de 2018, Green anotó 19 puntos como titular, reemplazando al lesionado Kevin Love, ayudando a los Cavaliers a vencer a los Celtics en el séptimo partido de las Finales de Conferencia. Los Cavs perdieron las finales de 2018 frente a Golden State Warriors (0-4).

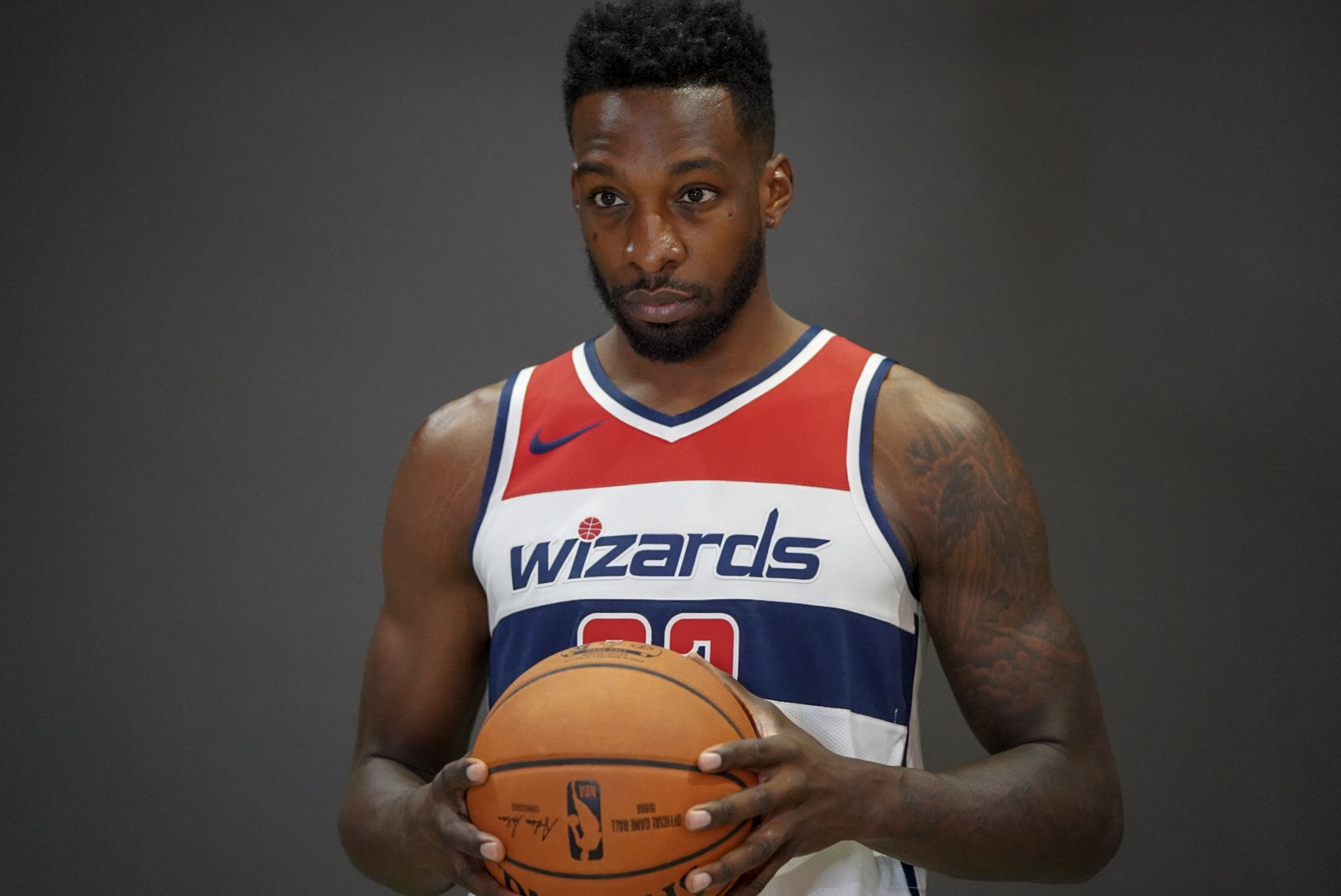
Green con los Wizards en 2018.

El 10 de julio de 2018, Green firma con el equipo de su ciudad, los Washington Wizards.
El 2 de julio de 2019, Green firma un contrato de una temporada con Utah Jazz. Pero el 23 de diciembre, tras 30 partidos disputados, los Jazz cortan a Green.
El 19 de febrero de 2020, firma un contrato de 10 días con Houston Rockets. Tras dos buenos partidos con los Rockets, consigue un contrato hasta final de temporada.
El 21 de noviembre de 2020 fichó por Brooklyn Nets. El 15 de junio de 2021, en el quinto encuentro de semifinales de conferencia ante los Bucks, registró 27 puntos (incluidos 7 triples), siendo su mayor anotación en un partido de playoffs.
Tras un año en Brooklyn, el 2 de agosto de 2021, firma como agente libre con Denver Nuggets por $10 millones y 2 años.
El 12 de junio de 2023 se proclama campeón de la NBA por primera vez en su carrera tras vencer a Miami Heat en la final de la NBA.
El 1 de julio de 2023, tras convertirse en agente libre, firmó por una temporada y 6 millones de dólares por los Houston Rockets.

## Estadísticas de su carrera en la NBA
|  | Denota temporadas en las que fue Campeón de la NBA |

### Temporada regular
| Año     | Equipo        | PJ   | PT  | MPP  | %TC  | %3P  | %TL  | RPP | APP | ROB | TPP | PPP  |
| ------- | ------------- | ---- | --- | ---- | ---- | ---- | ---- | --- | --- | --- | --- | ---- |
| 2007-08 | Seattle       | 80   | 52  | 28.2 | .427 | .276 | .744 | 4.7 | 1.5 | .6  | .6  | 10.5 |
| 2008-09 | Oklahoma City | 78   | 77  | 36.8 | .446 | .389 | .788 | 6.6 | 2.0 | 1.0 | .4  | 16.5 |
| 2009-10 | Oklahoma City | 82   | 82  | 37.1 | .453 | .333 | .740 | 6.0 | 1.6 | 1.3 | .9  | 15.1 |
| 2010-11 | Oklahoma City | 49   | 49  | 37.0 | .437 | .304 | .818 | 5.6 | 1.8 | .8  | .4  | 15.2 |
| 2010-11 | Boston        | 26   | 2   | 23.4 | .485 | .296 | .794 | 3.3 | .7  | .5  | .6  | 9.8  |
| 2012-13 | Boston        | 81   | 17  | 27.8 | .467 | .385 | .808 | 3.9 | 1.6 | .7  | .8  | 12.8 |
| 2013-14 | Boston        | 82   | 82  | 34.2 | .412 | .341 | .795 | 4.6 | 1.7 | .7  | .6  | 16.9 |
| 2014-15 | Memphis       | 45   | 37  | 30.2 | .427 | .362 | .825 | 4.2 | 1.8 | .6  | .5  | 13.1 |
| 2015-16 | Memphis       | 53   | 31  | 29.1 | .431 | .309 | .800 | 4.5 | 1.8 | .8  | .4  | 12.2 |
| 2015-16 | L.A. Clippers | 27   | 10  | 26.3 | .427 | .325 | .615 | 3.4 | 1.5 | .7  | .8  | 10.9 |
| 2016-17 | Orlando       | 69   | 11  | 22.2 | .394 | .275 | .863 | 3.1 | 1.2 | .5  | .2  | 9.2  |
| 2017-18 | Cleveland     | 78   | 13  | 23.4 | .477 | .312 | .868 | 3.2 | 1.3 | .5  | .4  | 10.8 |
| 2018-19 | Washington    | 77   | 44  | 27.2 | .475 | .347 | .888 | 4.0 | 1.8 | .6  | .5  | 12.3 |
| 2019-20 | Utah          | 30   | 2   | 18.4 | .385 | .327 | .778 | 2.7 | .7  | .4  | .3  | 7.8  |
| 2019-20 | Houston       | 18   | 2   | 22.6 | .564 | .354 | .857 | 2.9 | 1.7 | .8  | .5  | 12.2 |
| 2020-21 | Brooklyn      | 68   | 38  | 27.0 | .492 | .412 | .776 | 3.9 | 1.6 | .5  | .4  | 11.0 |
| 2021-22 | Denver        | 75   | 63  | 24.7 | .524 | .315 | .833 | 3.1 | 1.3 | .4  | .4  | 10.3 |
| 2022-23 | Denver        | 56   | 4   | 19.5 | .488 | .288 | .744 | 2.6 | 1.2 | .3  | .3  | 7.8  |
| 2023-24 | Houston       | 78   | 6   | 16.8 | .456 | .331 | .819 | 2.3 | .9  | .2  | .4  | 6.5  |
| 2024-25 | Houston       | 31   | 3   | 12.4 | .513 | .378 | .808 | 1.8 | .6  | .2  | .1  | 5.4  |
| Total   | Total         | 1216 | 659 | 27.3 | .450 | .338 | .804 | 4.0 | 1.5 | .6  | .5  | 11.8 |

### Playoffs
| Año   | Equipo        | PJ  | PT | MPP  | %TC  | %3P   | %TL  | RPP | APP | ROB | TPP | PPP  |
| ----- | ------------- | --- | -- | ---- | ---- | ----- | ---- | --- | --- | --- | --- | ---- |
| 2010  | Oklahoma City | 6   | 6  | 37.3 | .329 | .296  | .850 | 4.7 | 1.7 | .7  | .5  | 11.8 |
| 2011  | Boston        | 9   | 0  | 19.2 | .434 | .438  | .722 | 2.7 | .2  | .6  | .4  | 7.3  |
| 2013  | Boston        | 6   | 6  | 43.0 | .435 | .455  | .844 | 5.3 | 2.3 | .3  | .7  | 20.3 |
| 2015  | Memphis       | 11  | 2  | 27.0 | .333 | .222  | .846 | 4.7 | 1.7 | .5  | .5  | 8.9  |
| 2016  | L.A. Clippers | 6   | 1  | 26.5 | .457 | .400  | .600 | 3.2 | .7  | 1.0 | .3  | 10.2 |
| 2018  | Cleveland     | 22  | 2  | 23.8 | .408 | .300  | .717 | 2.4 | 1.5 | .3  | .7  | 7.7  |
| 2020  | Houston       | 12  | 0  | 28.4 | .495 | .426  | .824 | 5.0 | 1.6 | .5  | .5  | 11.6 |
| 2021  | Brooklyn      | 6   | 1  | 24.7 | .485 | .556  | .875 | 2.8 | 1.7 | .5  | .3  | 8.2  |
| 2022  | Denver        | 5   | 5  | 22.6 | .353 | .375  | .800 | 3.6 | .4  | .6  | .4  | 3.8  |
| 2023  | Denver        | 20  | 0  | 17.2 | .452 | .321  | .895 | 1.6 | .7  | .3  | .4  | 4.1  |
| 2025  | Houston       | 3   | 0  | 1.7  | .333 | 1.000 | –    | .3  | .0  | .0  | .0  | 1.0  |
| Total | Total         | 106 | 23 | 24.4 | .416 | .368  | .786 | 3.2 | 1.2 | .4  | .5  | 8.3  |